# Девъншър (тежък крайцер, 1927)
Девъншър (на английски: HMS Devonshire (39)) е тежък крайцер на Британския Кралски флот, от времето на Втората световна война. Кораб от подтип „Лондон“, който се отнася към типа „Каунти“, 2-ра серия. Постоен за Кралския флот в края на 1920-те г. Преди Втората световна война провежда по-голямата част от службата си в състава на Средиземноморската ескадра, с изключение на къс поход до Китайската станция.
След капитулацията на Германия, през 1945 г., „Девъншър“ се насочва за Норвегия и ескортира два пленени германски крайцера от Дания за Великобритания. Оставащата част от годината крайцерът превозва британските войски от Австралия вкъщи. През 1947 г. крайцерът е преоборудван на учебен кораб за военноморските кадети, докато не е продаден за метал през 1954 г.

## Конструкция
Водоизместимостта на „Девъншър“ съставлява 9850 дълги тона (10 010 метрични тона) при обикновено натоварване и 13 315 д. тона (13 529 тона) при пълно. Дължината на кораба съставлява 192,8 м, ширината 20,1 м, газенето е 6,3 м. Двигателната установка на крайцера се състои от парни турбини „Парсънс“ с редуктори, задвижващи четири гребни вала. Установката развива мощност от 80 хил. к.с. (60 хил. киловата), благодарение на което крайцерът развива максималната скорост от 32,35 възела (59,91 км/ч). Парата за турбините се изработва от осем триколекторни парни котела „адмиралтейски тип“. „Девъншър“ може да носи максималното количество гориво от 3480 тона нефт, което му дава далечина на плаване от 13 300 морски мили (24 600 км) на скорост от 12 възела (22 км/ч). Екипажът на кораба се състои от 784 офицера и нисши чинове.
Въоръжението на крайцера се съставлява от осем 8-дюймови оръдия (калибър 203 мм) разположени в четири двуоръдейни кули, обозначени с литерите 'A', 'B', 'X', и 'Y' от носа към кърмата. Спомагателното въоръжение съставлява четири скорострелни зенитни 4-дюймови (102 мм) оръдия Mk V на единични лафети. Крайцерът също така носи четири единични противовъздушни леки 40 мм оръдия („пом-пом“). На кораба са поставени и два четиритръбни надводни торпедни апарата за изстрелване на 21-дюймови (533 мм) торпеда.
Крайцерът е доста леко защитен: бронеплочите с не повече от един дюйм дебелина защитават жизненоважните механизми. Но погребите за боеприпаси са защитени много по-сериозно: бронята там е с дебелина 2 – 4,375 дюйма (50,8 – 111,1 мм). Освободеното в резултат на това тегло и пространство е запазено за един стартов катапулт и хидросамолет, но в крайна сметка те не са поставени със завършването на строителството на кораба.

## История на службата
В хода на гражданската война в Испания „Девъншър“, на 7 февруари 1939 г., доставя емисаря на националистите на остров Менорка. На следващия ден републиканците предават острова на националистите. Крайцерът отплава за Марсилия с 452 републикански беженци на борда.

### Втора световна война
Първите два месеца от войната крайцерът остава в Средиземноморската ескадра, след което е преведен във Флота на Метрополията и става флагмански кораб на ескадра крайцери. В средата на 1940 г. „Девъншър“ взема участие в Норвежката кампания и през юни превозва по-голямата част от норвежкото правителство. През септември крайцерът взема участие в сраженията за Дакар, но този опит да се овладее Сенегал (по това време колония на вишистска Франция) се проваля. След това крайцерът остава в Южния Атлантик и поддържа силите на Свободна Франция в техните действия по установяването на контрол над френска екваториална Африка, а освен това издирва германските рейдери, маскирани като търговски съдове.
„Девъншър“ се връща вкъщи в началото на 1941 г. и за кратко се присъединява към Флота на метрополията, по това време ескортира самолетоносачите, атакуващи германските сили в Норвегия и Финландия, също така прикрива първия конвой за СССР. Скоро след това корабът е изпратен в Южния Атлантик, където потопява германския рейдер „Атлантис“. След това „Девъншър“ е придаден към Източния флот в Индийския океан и в средата на 1942 г. участва в нахлуването на Съюзниците на Мадагаскар. Следващата година крайцерът провежда, ескортирайки конвои след което се връща вкъщи и влиза за продължителен ремонт. С края на ремонта, в началото на 1944 г., крайцерът до края на войната ескортира различните самолетоносачи, атакуващи различни цели в Норвегия.
През април 1944 г. крайцерът се връща във Флота на метрополията в Скапа Флоу. От юли 1944 г. до края на военните действия, през май 1945 г., „Девъншър“ ескортира самолетоносачите, нанасящи удари по кораби и други цели в норвежки води (операциите Mascot,Goodwood, и Hardy).
С края на военните действия в Европа „Девъншър“, на който издига своя флаг контраадмирал Джеймс Ричи, бъдещият флагофицер на Норвегия, на 12 май отплава за Осло. На следващия ден крайцерът е в Копенхаген, оттам, в периода 24 – 26 май, ескортира два пленени германски крайцера („Принц Ойген“ и „Нюрнберг“) към Вилхелмсхафен. През юни „Девъншър“ отново става флагман на първа ескадра крайцери под командването на вицеадмирал Родерик Макгригор. Ескадрата доставя норвежкия крал Хокон VII в Норвегия, пристигайки в Осло на 7 юни. Самият крал се намира на борда на крайцера „Норфолк“ (HMS Norfolk) (близък по тип на „Девъншър“). След това крайцерът се използва като войскови транспорт и до края на годината превозва войски до Австралия и от Австралия. На 29 септември екипажът на крайцера спасява оцелелите от обхванат от пожар съд, превозващ гръцки беженци от Порт Саид (Египет) за Гърция.
През 1947 г. крайцерът е превърнат на учебен кораб за военноморски кадети и служи в това си качество до 1954 г. В хода на реконструкцията по-голямата част от неговото въоръжение е демонтирано. През 1949 г. на крайцера остава само една кула с осемдюймови оръдия, две кули с четиридюймови оръдия, и единично четирицевно двуфунтово оръдие, единична и сдвоена установка „Ерликон“ и единично 40-милиметрово (1,6 дюйма) леко зенитно оръдие „Бофорс“. През 1953 г. крайцерът взема участие във военноморския парад в чест на коронацията на Елизабет II. На 16 юни 1954 г. „Девъншър“ е продаден за метал. На 12 декември 1954 г. крайцерът пристига в Нюпорт (Уелс), където е разкомплектован от компанията John Cashmore Ltd.

## Коментари
1. ↑  Всички данни са приведени по състояние към 1939 г.